# Tom Wilkinson
Thomas Geoffrey Wilkinson, detto Tom (Wharfedale, 5 febbraio 1948 – Londra, 30 dicembre 2023), è stato un attore britannico.
Ricevette due candidature ai Premi Oscar; come miglior attore protagonista per In the Bedroom (2001) e come miglior attore non protagonista per Michael Clayton (2007). Vinse invece un Golden Globe, un Premio BAFTA e un Premio Emmy.

## Biografia
Nato in Gran Bretagna come Thomas Jeffrey Wilkinson, figlio di Thomas e Marjorie Wilkinson, agricoltori, passò alcuni anni della giovinezza in Canada, dove la famiglia si era trasferita per problemi economici. Tornato in madrepatria, cominciò ad interessarsi alla recitazione: si laureò in letteratura inglese e letteratura americana all'Università del Kent di Canterbury ed entrò in seguito nella Royal Academy of Dramatic Art di Londra. Suo padre morì quando aveva 16 anni.
Debuttò sul grande schermo nel 1976, dopo alcune esperienze teatrali, diretto da Andrzej Wajda. Molto attivo in TV, dove interpretò film di successo, trovò la sua consacrazione a livello mondiale solo nel 1997, con Full Monty - Squattrinati organizzati di Peter Cattaneo, dove interpretò uno degli improbabili e improvvisati spogliarellisti.
Nell'ultimo quarto di secolo è stato presente in molte pellicole, spesso in ruoli anche marginali: con l'aria vagamente svampita e naïf e un volto simpatico dal sorriso burlesco, si adattava sia alle commedie (anche in costume) che a film maggiormente impegnati. Tra i successi che lo videro presente nel cast ricordiamo Shakespeare in Love (1998), nel ruolo del farmacista-attore, La governante (1998), Il patriota (2000), In the Bedroom (2002), che gli valse la prima candidatura al premio Oscar come miglior attore protagonista, La ragazza con l'orecchino di perla (2004) e The Exorcism of Emily Rose (2005).
Nel 2005 ottenne il ruolo del boss mafioso Carmine Falcone nel film Batman Begins, diretto da Christopher Nolan. Notevole interpretazione fu quella nel ruolo dell'avvocato Arthur Edens, coprotagonista assieme a George Clooney (a volte rubandogli perfino la scena) nel thriller giudiziario Michael Clayton, che gli valse nel 2008 la seconda candidatura agli Oscar (stavolta come miglior attore non protagonista). Nel 2010 recitò nel film Il debito. Nel 2015 partecipò al film Little Boy.
Tom Wilkinson è morto per un arresto cardiaco nella propria casa a Londra il 30 dicembre 2023, all'età di 75 anni.

## Vita privata
Schivo nella vita privata, nel 2005 l'attore venne nominato dalla regina Elisabetta nell'OBE (Officier of the order of the British Empire) per meriti artistici. Fu sposato dal 1988 al 2023, con l'attrice Diana Hardcastle da cui ebbe due figlie: Alice (1989) e Molly (1992).

## Filmografia parziale

### Attore

#### Cinema
- Il mistero di Wetherby (Wetherby), regia di David Hare (1985)
- Nel nome del padre (In the Name of the Father), regia di Jim Sheridan (1993)
- Il prete (Priest), regia di Antonia Bird (1994)
- Il sogno di Kate (A Business Affair), regia di Charlotte Brandstrom (1994)
- Prince of Jutland, regia di Gabriel Axel (1994)
- Ragione e sentimento (Sense and Sensibility), regia di Ang Lee (1995)
- Spiriti nelle tenebre (The Ghost and the Darkness), regia di Stephen Hopkins (1996)
- Il senso di Smilla per la neve (Smilla's Sense of Snow), regia di Bille August (1997)
- Il giorno del matrimonio (Jilting Joe), regia di Dan Zeff (1997)
- Full Monty - Squattrinati organizzati (The Full Monty), regia di Peter Cattaneo (1997)
- Wilde, regia di Brian Gilbert (1997)
- Oscar e Lucinda (Oscar and Lucinda), regia di Gillian Armstrong (1997)
- Rush Hour - Due mine vaganti (Rush Hour), regia di Brett Ratner (1998)
- Shakespeare in Love, regia di John Madden (1998)
- Cavalcando col diavolo (Ride with the Devil), regia di Ang Lee (1999)
- Molokai: The Story of Father Damien, regia di Paul Cox (1999)
- Il patriota (The Patriot), regia di Roland Emmerich (2000)
- Chain of Fools, regia di Pontus Löwenhielm e Patrick von Krusenstjerna (2000)
- In the Bedroom, regia di Todd Field (2001)
- Black Knight, regia di Gil Junger (2001)
- L'importanza di chiamarsi Ernest (The Importance of Being Ernest), regia di Oliver Parker (2002)
- La ragazza con l'orecchino di perla (Girl with a Pearl Earring), regia di Peter Webber (2003)
- If Only, regia di Gil Junger (2004)
- Se mi lasci ti cancello (Eternal Sunshine of the Spotless Mind), regia di Michel Gondry (2004)
- Stage Beauty, regia di Richard Eyre (2004)
- Le seduttrici (A Good Woman), regia di Mike Barker (2004)
- Batman Begins, regia di Christopher Nolan (2005)
- The Exorcism of Emily Rose (The Exorcism of Emily Rose), regia di Scott Derrickson (2005)
- Un giorno per sbaglio (Separate Lies), regia di Julian Fellowes (2005)
- Il ritorno di Mr. Ripley (Ripley Under Ground), regia di Roger Spottiswoode (2005)
- The Night of the White Pants, regia di Amy Talkington (2006)
- The Last Kiss, regia di Tony Goldwyn (2006)
- Dedication, regia di Justin Theroux (2007)
- Michael Clayton, regia di Tony Gilroy (2007)
- Sogni e delitti (Cassandra's dream), regia di Woody Allen (2007)
- Operazione Valchiria (Valkyrie), regia di Bryan Singer (2008)
- RocknRolla, regia di Guy Ritchie (2008)
- Duplicity, regia di Tony Gilroy (2009)
- 44 Inch Chest, regia di Malcolm Venville (2009)
- L'uomo nell'ombra (The Ghost Writer), regia di Roman Polański (2010)
- Il debito (The Debt), regia di John Madden (2010)
- The Conspirator, regia di Robert Redford (2010)
- Ladri di cadaveri - Burke & Hare (Burke & Hare), regia di John Landis (2010)
- The Green Hornet, regia di Michel Gondry (2011)
- Mission: Impossible - Protocollo fantasma (Mission: Impossible - Ghost Protocol), regia di Brad Bird (2011) - cameo non accreditato
- Fury (The Samaritan), regia di David Weaver (2012)
- Marigold Hotel (The Best Exotic Marigold Hotel), regia di John Madden (2012)
- The Lone Ranger, regia di Gore Verbinski (2013)
- Felony, regia di Matthew Saville (2013)
- La ragazza del dipinto (Belle), regia di Amma Asante (2013)
- Good People, regia di Henrik Ruben Genz (2014)
- Grand Budapest Hotel (The Grand Budapest Hotel), regia di Wes Anderson (2014)
- Selma - La strada per la libertà (Selma), regia di Ava DuVernay (2014)
- Affare fatto (Unfinished Business), regia di Ken Scott (2015)
- Little Boy, regia di Alejandro Monteverde (2015)
- Jenny's Wedding, regia di Mary Agnes Donoghue (2015)
- La scelta - The Choice (The Choice), regia di Ross Katz (2016)
- La verità negata (Denial), regia di Mick Jackson (2016)
- Snowden, regia di Oliver Stone (2016)
- This Beautiful Fantastic, regia di Simon Aboud (2016)
- Il ricevitore è la spia (The Catcher Was a Spy), regia di Ben Lewin (2018)
- Burden, regia di Andrew Heckler (2018)
- The Happy Prince - L'ultimo ritratto di Oscar Wilde (The Happy Prince), regia di Rupert Everett (2018)
- The Titan, regia di Lennart Ruff (2018)
- Morto tra una settimana (o ti ridiamo i soldi) (Dead in a Week: Or Your Money Back), regia di Tom Edmunds (2018)
- SAS - L'ascesa del Cigno Nero (SAS: Red Notice), regia di Magnus Martens (2021)

#### Televisione
- Miss Marple (Agatha Christie's Marple) – serie TV, episodio 1x04 (1985)
- Normal, regia di Jane Anderson – film TV (2003)
- John Adams – miniserie TV, 3 puntate (2008)
- Recount, regia di Jay Roach – film TV (2008)
- The Kennedys – miniserie TV, 8 puntate (2011)
- Belgravia – miniserie TV, 6 puntate (2020)
- Full Monty - La serie (The Full Monty) – miniserie TV, 6 episodi (2023)

### Doppiatore
- Batman Begins - videogioco (2005)
- Il Gruffalo (The Gruffalo), regia di Max Lang e Jakob Schuh - cortometraggio (2009)
- Gruffalo e la sua piccolina (The Gruffalo Child), regia di Johannes Weiland e Uwe Heischötter - cortometraggio (2011)
- Sleeping Dogs - videogioco (2012)
- Watership Down - miniserie TV, 4 episodi (2018)

## Riconoscimenti
- Premio Oscar
  - 2002 – Candidatura al miglior attore per In the Bedroom
  - 2008 – Candidatura al miglior attore non protagonista per Michael Clayton

- Golden Globe
  - 2004 – Candidatura al miglior attore in una mini-serie o film per la televisione per Normal
  - 2008 – Candidatura al miglior attore non protagonista per Michael Clayton
  - 2009 – Miglior attore non protagonista in una serie per John Adams
  - 2009 – Candidatura al miglior attore in una mini-serie o film per la televisione per Recount

- Premio BAFTA
  - 1998 – Miglior attore non protagonista per Full Monty – Squattrinati organizzati
  - 1999 – Candidatura al miglior attore non protagonista per Shakespeare in Love
  - 2002 – Candidatura al miglior attore protagonista per In the Bedroom
  - 2008 – Candidatura al miglior attore non protagonista per Michael Clayton

- Premio Emmy
  - 2003 – Candidatura al miglior attore in una miniserie o film per la televisione per Normal
  - 2008 – Candidatura al miglior attore in una miniserie o film per la televisione per Recount
  - 2008 – Miglior attore non protagonista in una miniserie o film per la televisione per John Adams
  - 2011 – Candidatura al miglior attore non protagonista in una miniserie o film per la televisione per The Kennedys

## Doppiatori italiani
Nelle versioni in italiano delle opere in cui ha recitato, Tom Wilkinson è stato doppiato da:
- Franco Zucca in Wilde, Shakespeare in love, Michael Clayton, Sogni e delitti, Operazione Valchiria, RocknRolla, John Adams, Duplicity, 44 Inch Chest, Ladri di cadaveri - Burke & Hare, Mission: Impossible - Protocollo fantasma, The Kennedys, The Lone Ranger, Felony, La ragazza del dipinto, Selma - La strada per la libertà, Jenny's Wedding, La scelta - The Choice (ridoppiaggio), La verità negata, Snowden, Il ricevitore è la spia, The Happy Prince - L'ultimo ritratto di Oscar Wilde, Morto tra una settimana (o ti ridiamo i soldi)
- Michele Gammino in Se mi lasci ti cancello, The Exorcism of Emily Rose, The Last Kiss, Recount, The Conspirator, The Green Hornet, Grand Budapest Hotel
- Stefano De Sando in Stage Beauty, Batman Begins, Il debito, Fury, Affare fatto, SAS - L'ascesa del Cigno Nero
- Dario Penne in La ragazza con l'orecchino di perla, Un giorno per sbaglio, Il ritorno di Mr. Ripley, Marigold Hotel, The Titan
- Bruno Alessandro in Full Monty - Squattrinati organizzati, Oscar e Lucinda, Full Monty - La serie
- Giorgio Lopez ne Il patriota, This Beautiful Fantastic
- Sergio Di Stefano in Le seduttrici, L'uomo nell'ombra
- Luca Violini in Good People, La scelta - The Choice
- Carlo Sabatini in Chain of Fools, L'importanza di chiamarsi Ernest
- Renato Cortesi ne Il mistero di Wetherby
- Nando Gazzolo in Miss Marple
- Vittorio Battarra in Nel nome del padre
- Rodolfo Bianchi ne Il prete
- Luciano De Ambrosis in Ragione e sentimento
- Sergio Fiorentini in Spiriti nelle tenebre
- Emilio Cappuccio ne Il senso di Smilla per la neve
- Michele Kalamera in Rush Hour - Due mine vaganti
- Domenico Maugeri in Cavalcando con il diavolo
- Ennio Coltorti in In the Bedroom
- Angelo Nicotra in Black Knight
- Mauro Magliozzi in If Only
- Gino La Monica in Little Boy
- Carlo Valli in Belgravia
- Dario Oppido in La governante

Da doppiatore è sostituito da: 
- Roberto Accornero ne Il Gruffalo, Gruffalo e la sua piccolina
- Antonio Paiola in Batman Begins